# Фулиньи
Фулиньи́ (фр. Fouligny) — коммуна во французском департаменте Мозель региона Лотарингия. Относится к кантону Фолькемон.

## География
Фулиньи расположен в 24 км к востоку от Меца. Соседние коммуны: Брук на севере, Маранж-Зондранж на северо-востоке, От-Виньёль на востоке, Генгланж на юго-востоке, Равиль на западе, Бьонвиль-сюр-Нье на северо-западе.
Стоит на реке Нид.

## История
- Коммуна бывшего герцогства Лотарингия.
- Принадлежала аббатству Сент-Авольд.

## Демография
По переписи 2008 года в коммуне проживало 203 человека.

## Достопримечательности
- Следы древнеримского тракта.
- Старинный мост через Нид.
- Водяная мельница, упомянутая в 1302 году. Действует до сих пор.
- Церковь Сен-Реми XII века.